# Hipparchia fidia
Hipparchia fidia är en fjärilsart som beskrevs av Carl von Linné 1767. Hipparchia fidia ingår i släktet Hipparchia och familjen praktfjärilar. Inga underarter finns listade i Catalogue of Life.

## Bildgalleri

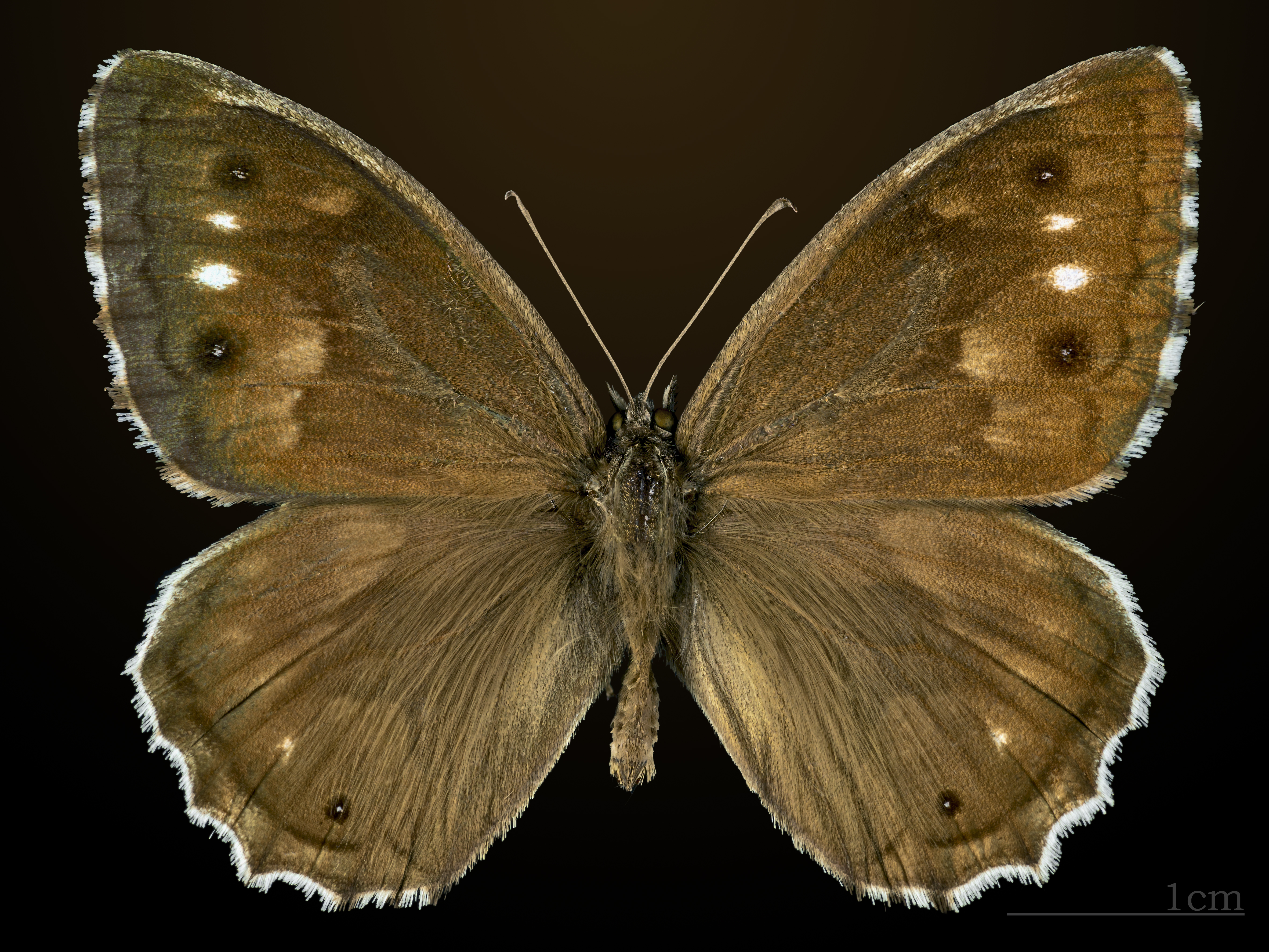
♂
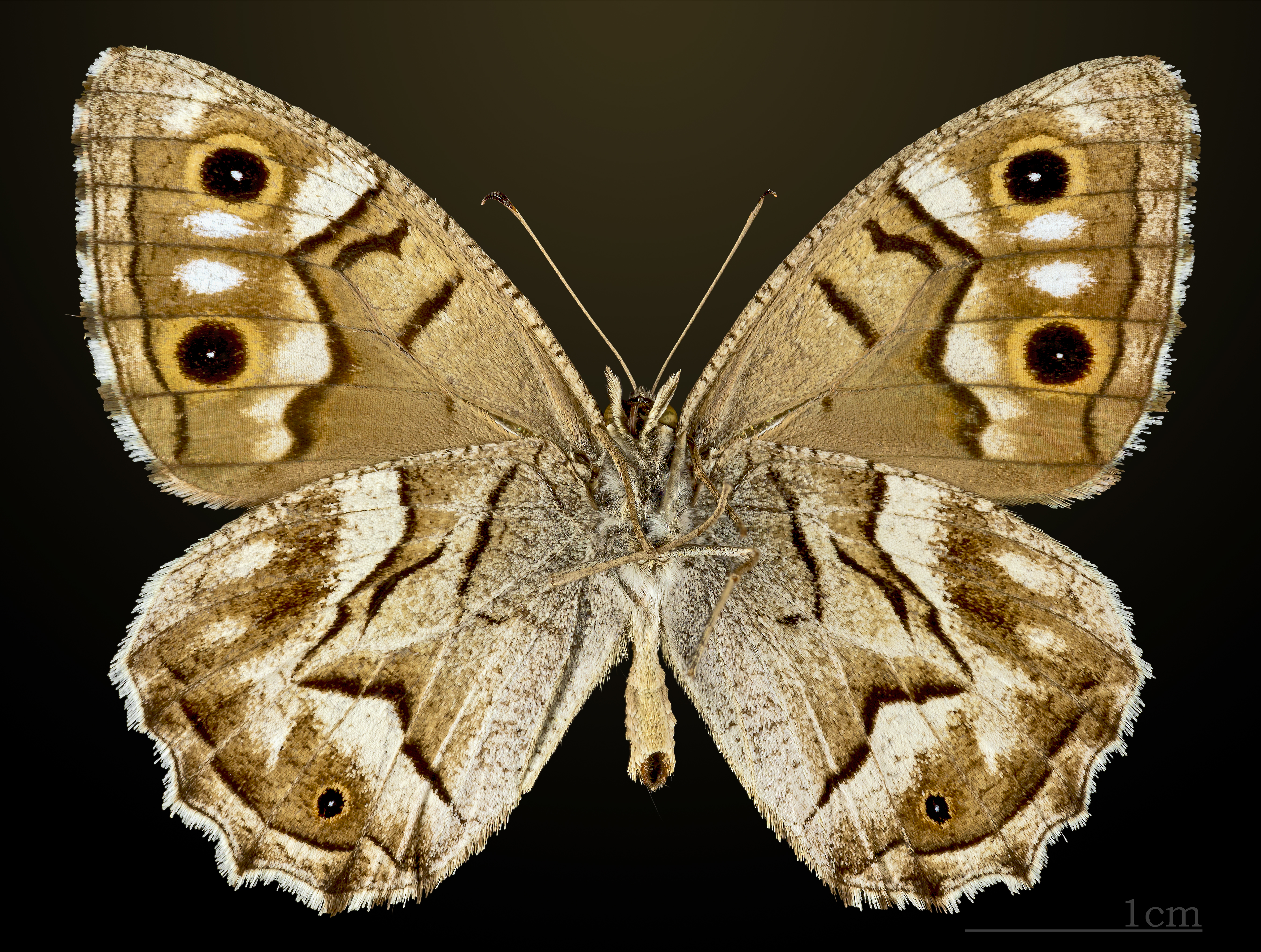
♂△
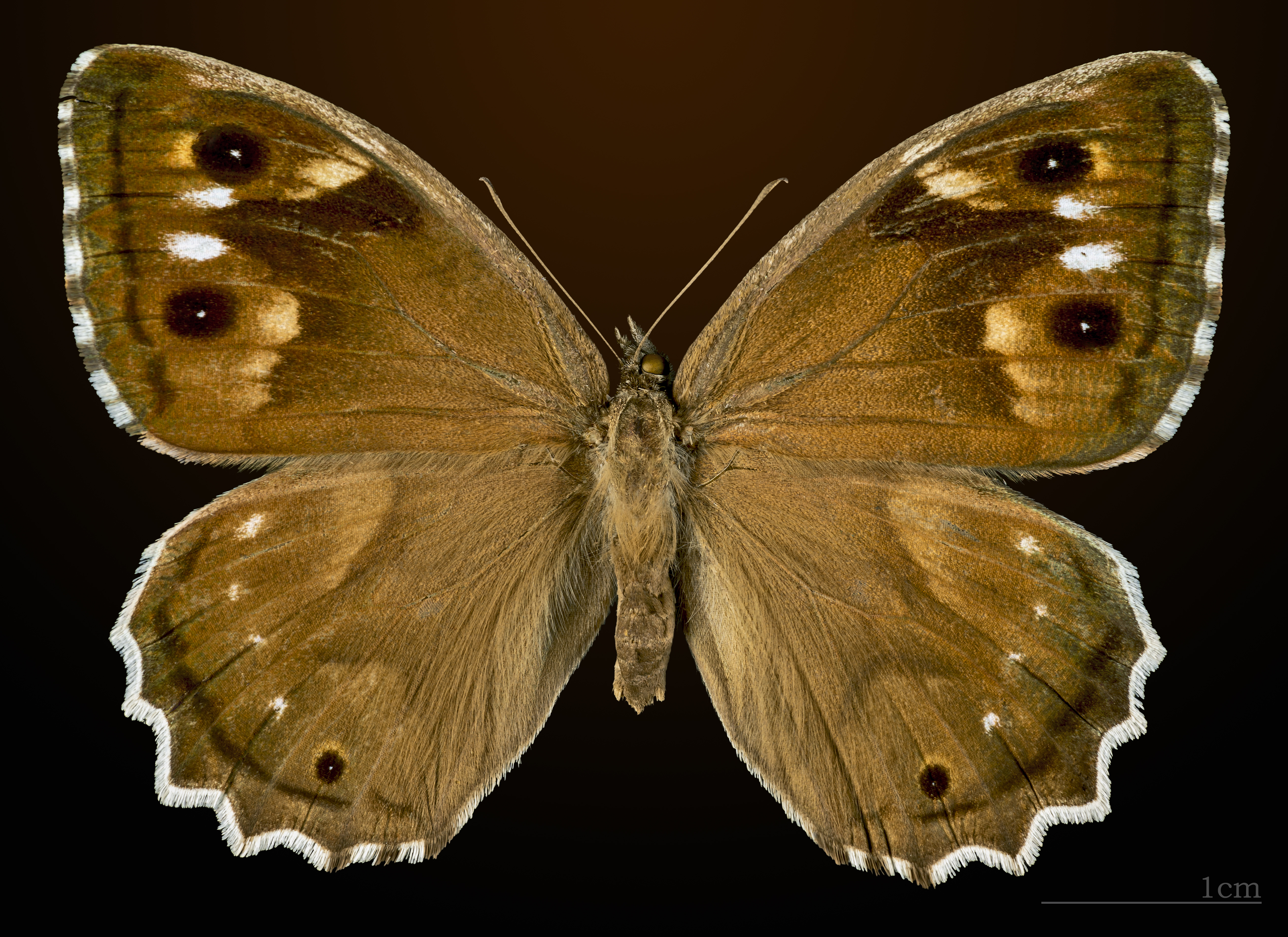
♀
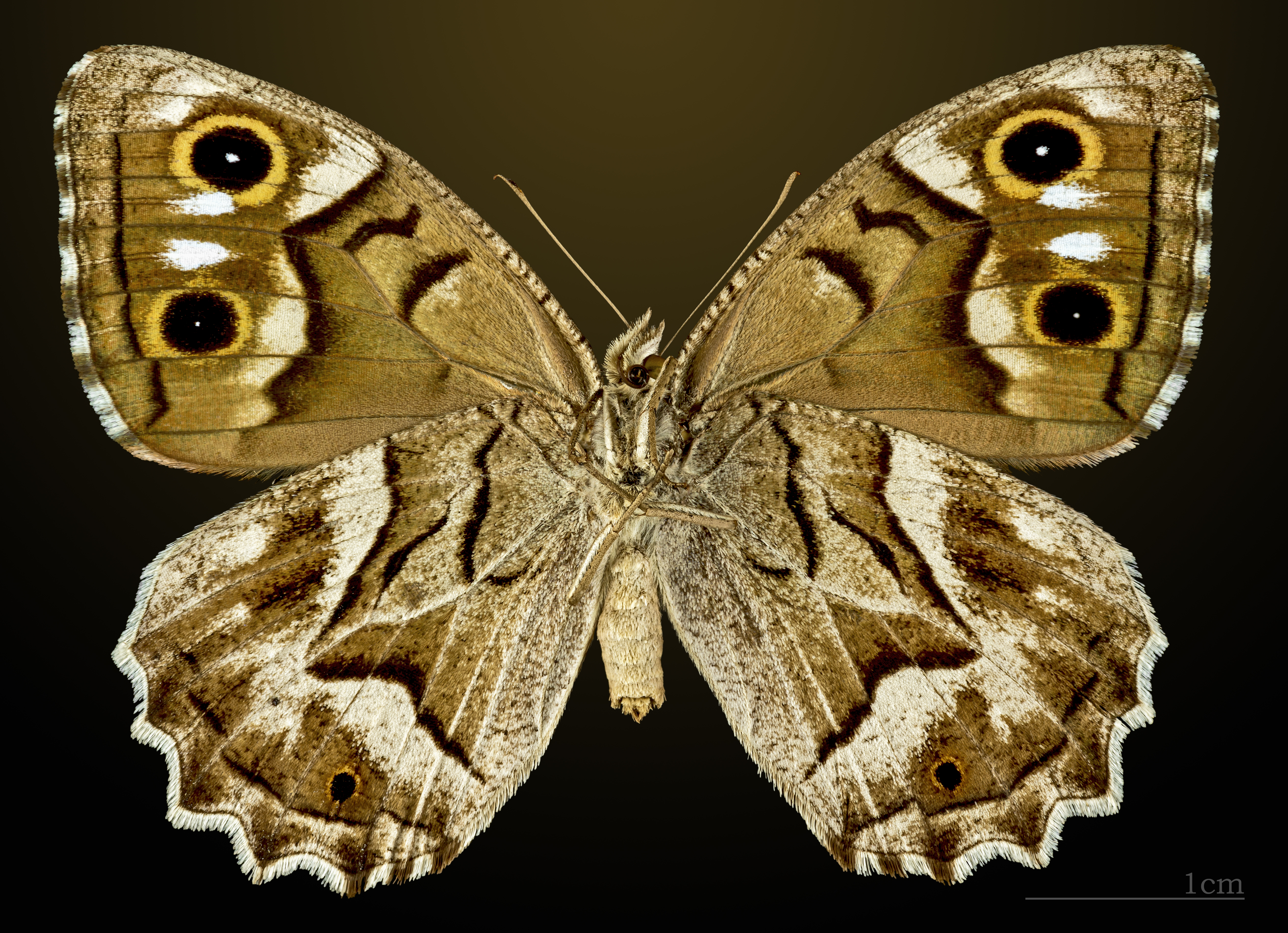
♀ △
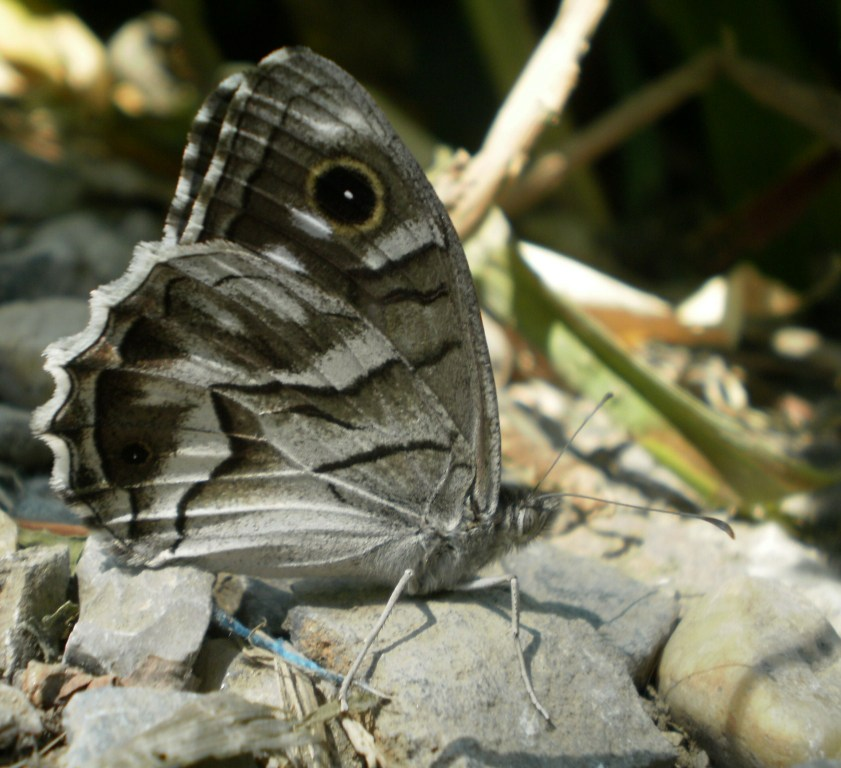
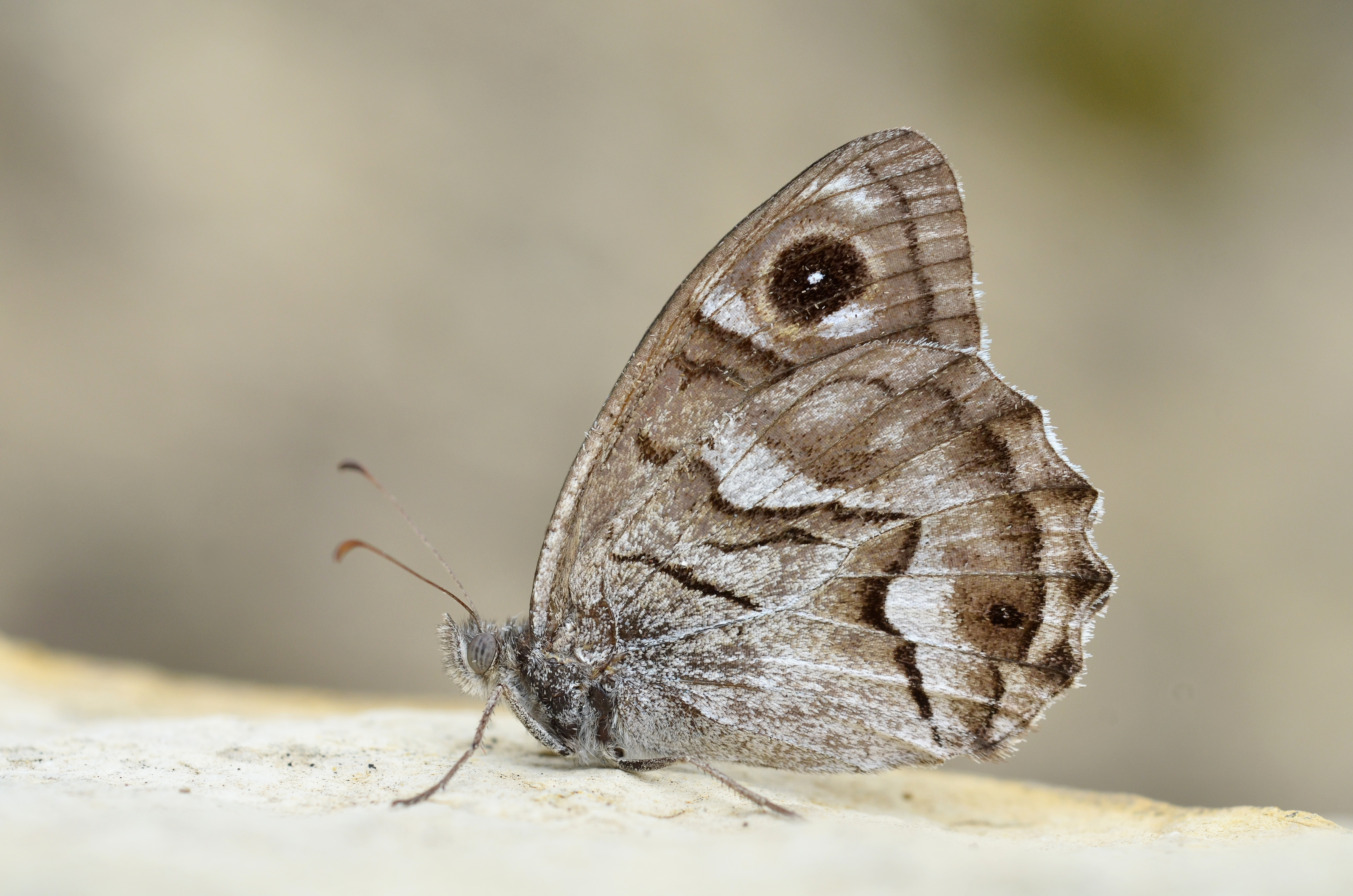
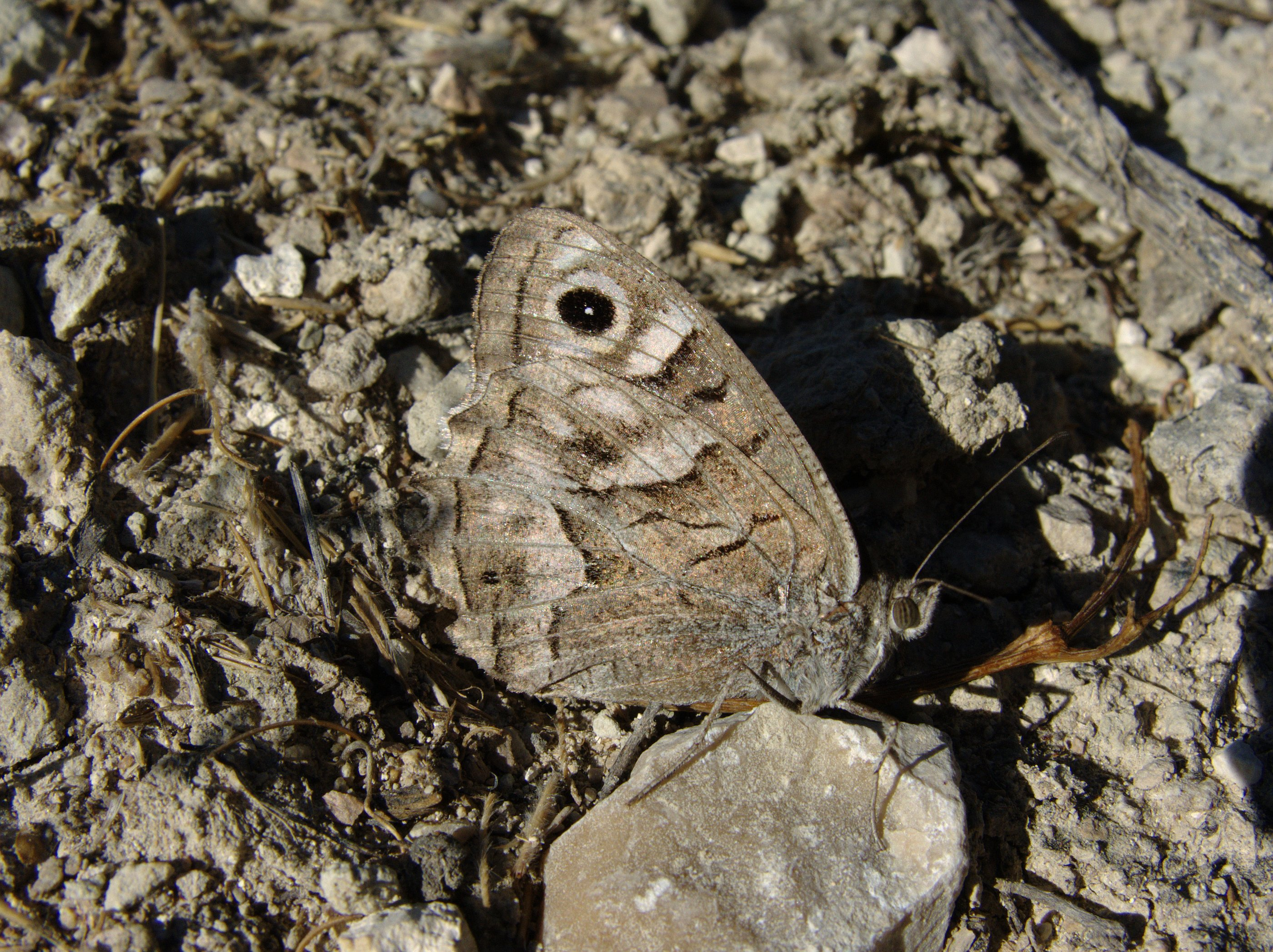